# سوپ آلبالو
سوپ آلبالو یک سوپ با شیرینی ملایم است که با خامه ترش، شکر و آلبالو تازه تهیه و به صورت سرد سرو می‌شود. این سوپ جزو غذاهای تابستانی در آشپزی اروپایی محسوب می‌شود. این غذا در میان اتریشی‌ها، لهستانی‌ها، اسلوواک‌ها و آلمانی‌ها مورد استفاده قرار می‌گرفت. بعدها آمریکایی‌ها و کانادایی‌های مجارستانی تبار این سوپ را به دنیای جدید معرفی کردند.

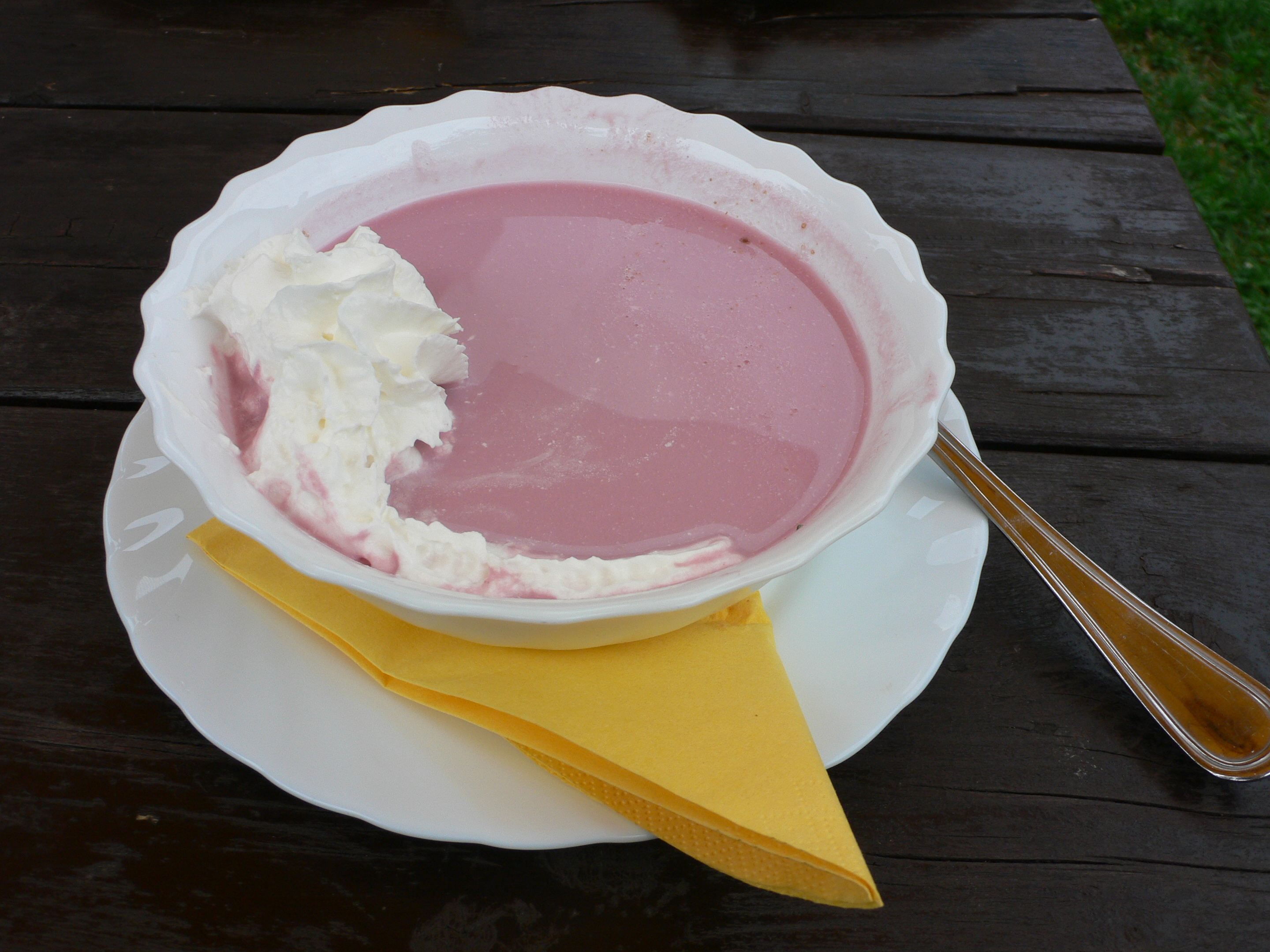